# DoReDoS
DoReDoS je moldavski trio iz Rîbnițe. Trio sestavljajo Marina Djundyet, Eugeniu Andrianov in Sergiu Mîța.

## Zgodovina
Trio DoReDos je bil ustanovljen leta 2011. Leta 2017 so kot predstavniki Moldavije zmagali na ruskem glasbenem tekmovanju Новая волна. Moldavijo so zastopali na tekmovanju za pesem Evrovizije 2018 v Lizboni na Portugalskem s pesmijo »My Lucky Day«. Nastopili so v drugem polfinalu in se uvrstili na 3. mesto ter se uvrstili v finale, kjer so zasedli 10. mesto s 209 točkami. Za zastopanje Moldavije na Evroviziji so se potegovali že leta 2015 in 2016. Leta 2018 so začeli nastopati pod glasbeno založbo Bis Music. 

## Diskografija

### Pesmi
| Naslov                         | Leto |
| ------------------------------ | ---- |
| »Maricica«                     | 2015 |
| »FunnyFolk«                    | 2016 |
| »My Lucky Day«                 | 2018 |
| »Write Your Number on My Hand« | 2018 |
| »Constantine«                  | 2018 |